# Pianisten (bok)
Pianisten (originaltitel: Śmierć miasta, "En stads död") är en självbiografisk bok från 1946 av Władysław Szpilman. Andrzej Szpilman, Władysławs son, återpublicerade verket 1998. Den har översatts till över 30 språk, däribland svenska.
2002 filmatiserades boken av Roman Polański, med titeln The Pianist. Adrien Brody spelar där rollen som Władysław Szpilman.

## Handling
Władysław Szpilman arbetar i polsk radio, men efter att de blir bombade är han tvungen att ge sig ut på flykt. Man får sedan följa Szpilmans kamp för överlevnad under andra världskriget.